# Emanuele Pirro
Emanuele Pirro (Rim, Italija, 12. siječnja 1962.) je bivši talijanski vozač automobilističkih utrka. Godine 1980. osvojio je naslov prvaka u Formuli Fiat Abarth, a 1982. titulu viceprvaka u Europskoj Formuli 3. Još jednu titulu viceprvaka osvojio je 1986. u Formuli 3000 za momčad Onyx Racing Engineering. U Formuli 1 je nastupao od 1989. do 1991., a najbolji rezultat je ostvario na Velikoj nagradi Australije 1989. kada je u Benettonu osvojio 5. mjesto. Na utrci 24 sata Le Mansa je nastupio trinaest puta od 1981. do 2010., a čak pet puta je pobjeđivao, tri puta od 2000. do 2002., te 2006. i 2007. U Italian Touring Car prvenstvu je osvojio naslov 1994. i 1995. U American Le Mans Series prvenstvu osvojio je naslov prvaka 2001. u klasi LMP900 i 2005. u klasi LMP1. Također je pobjeđivao i na utrkama 24 sata Nürburgringa i 12 sati Sebringa. Danas se redovito natječe u automobilističkim utrkama povijesnih bolida, te je često jedan od sudaca na pojedinim utrkama Formule 1.

## Vanjske poveznice
- Emanuele Pirro – Driver Database
- Emanuele Pirro – Stats F1
- All Results of Emanuele Pirro – Racing Sport Cars